# Маруа
Ма́руа (Ма́рва; фр. Maroua) — город на севере Камеруна. Является административным центром Крайнесеверного региона и департамента Диамаре. Население — 330 410 чел. (по данным 2010 года).

## География
Город находится в северной части страны, у подножия гор Мандара. Маруа расположился вдоль течения реки Кальяо.

## Климат
| Показатель                    | Янв. | Фев. | Март | Апр. | Май  | Июнь  | Июль  | Авг.  | Сен.  | Окт. | Нояб. | Дек. | Год   |
| ----------------------------- | ---- | ---- | ---- | ---- | ---- | ----- | ----- | ----- | ----- | ---- | ----- | ---- | ----- |
| Средний суточный максимум, °C | 31,9 | 34,9 | 38,3 | 40,0 | 37,8 | 34,6  | 31,6  | 30,5  | 32,0  | 34,9 | 34,2  | 32,6 | 34,4  |
| Средняя температура, °C       | 24,5 | 27,3 | 30,8 | 32,6 | 31,3 | 28,9  | 26,8  | 26,0  | 26,7  | 28,3 | 27,2  | 25,0 | 27,9  |
| Средний суточный минимум, °C  | 17,1 | 19,7 | 23,4 | 25,6 | 24,9 | 23,1  | 21,9  | 21,5  | 21,4  | 21,3 | 19,6  | 17,4 | 21,4  |
| Норма осадков, мм             | 0,0  | 0,0  | 16,8 | 18,5 | 62,7 | 102,7 | 197,4 | 235,2 | 131,4 | 25,5 | 0,0   | 0,0  | 790,2 |
| Источник:                     |      |      |      |      |      |       |       |       |       |      |       |      |       |

## История
С начала XIX века столица мусульманского княжества Ламидата. В 1902 стал частью Германского Камеруна. В результате поражения Германии в Первой Мировой Войне, стал одним из колониальных владений Франции. С 1960 в независимом Камеруне.

## Население
Население Маруа очень мозаично. Помимо коренных этнических групп (гизига, мофу, пеулс, даба (кола)), здесь также проживают мандара (канури, зулго, подоко, мада и др.), лака, гуйдар, дии, гбая, фали, капсики и другие. Язык фула является наиболее распространённым в Северном Камеруне и, в частности, в городе Маруа. За период 1987—2005 годов городское население ежегодно увеличивалось на 2,67 %. Его население значительно выросло с момента создания университета. Город находится под значительным влиянием исхода из сельской местности. К этому следует добавить студентов чадского происхождения.

## Экономика
Маруа является важным торговым центром, расположенным на перекрёстке путей. Сельскохозяйственная продукция, производимая в окрестностях города, поставляется в Гаруа, а затем, по реке Бенуэ, дальше — в Нигерию.
Развита текстильная промышленность. Работает сельскохозяйственное училище. Развиты ремёсла — вышивание, выделывание кож, изготовление металлических и ювелирных изделий, гончарное дело.
Город обслуживает аэропорт, расположенный в соседнем городке Салак.

## Современный город
В Маруа работает этнографический музей, экспозиция которого посвящена культуре и быту местных народов.
В городе есть действующие протестантский храм и несколько мечетей.
Работают госпиталь и ветеринарная станция. В северных окрестностях города расположен национальный парк Ваза.